# Uberabasuchus
Uberabasuchus es un género extinto de crocodilomorfo perteneciente a la familia de los peirosáuridos que vivió a finales del período Cretácico en lo que hoy es Brasil. Fue descrito con base en un cráneo con la mandíbula y un esqueleto parcial postcraneal (espécimen CPPLIP 630) descubiertos en sedimentos que datan de las épocas Campaniense - Maastrichtiense de la Formación Marilia, en el estado de Minas Gerais. Allí también se descubrieron otros dos crocodilomorfos del Cretácico Superior - Itasuchus y Peirosaurus. El nombre de las especie tipo de Uberabasuchus, U. terrificus, proviene de la ciudad de Uberaba, acompañada por la palabra griega souchos ("cocodrilo") y el latín terrificus ("terrible").
El cráneo de Uberabasuchus es triangular con un hocico moderadamente estrecho. Las cuencas de los ojos son redondas y bastante grandes. Uberabasuchus tenía al menos doce dientes en la mandíbula, que tiene un cierto grado de heterodoncia. Los tres primeros dientes son muy cercanos entre sí y aumentando gradualmente de tamaño. El tercera diente es el más grande de la mandíbula, seguido de nueve que son más pequeños y aproximadamente del mismo tamaño. El hueso dentario probablemente tenía 11-12 dientes.
Según el análisis cladístico realizado por Carvalho y colaboradores el pariente más cercano de Uberabasuchus es Mahajangasuchus de Madagascar - y ambos serían parte de un clado dentro de Peirosauridae, llamado por los autores Mahajangasuchini. Según el análisis los otros miembros de Peirosauridae son Peirosaurus y Lomasuchus. Análisis posteriores contradicen esta hipótesis, lo que indica que Uberabasuchus y Mahajangasuchus no están estrechamente relacionados, ya que Uberabasuchus pertenece al grupo Sebecia y Mahajangasuchus a una familia independiente, Mahajangasuchidae.